# Lexus CT
O CT 200h é um modelo de veículo tipo hatchback, híbrido equipado com transmissão continuamente variável (Câmbio CVT) da Lexus.
É equipado com um motor a gasolina de quatro cilindros (1.800 cc) que opera com base no Ciclo de Atkinson que fornece até 98 hp de potência e com um motor elétrico que fornece 80 hp.